# Азимут
А́зимут (от араб. سمت‎ симт — направление, путь, цель; араб. السمت‎ ас-симт, или араб. السموت‎ ас-самут — азимут, обозначается «Аз» или «Az») — горизонтальный угол, отсчитываемый между заранее выбранным направлением (например, северным) и направлением на заданный предмет. Азимут обычно отсчитывается по часовой стрелке от выбранного начального направления, однако допускает различные определения, как по начальному направлению, так и по направлению самого отсчёта (влево или вправо от начального направления). Дирекционный угол, румб и пр. углы ориентирования являются частными случаями азимута.
Это понятие используется в навигации, астрономии, инжиниринге, картографии, добывающей промышленности и баллистике.

## Cистемы счёта азимутов
Круговой азимут измеряется всегда от точки N (С, север) в сторону точки E (В, восток), то есть по часовой стрелке от 0 до 360°. При записи азимута в круговом счёте его наименование не указывается: А = 120° (за рубежом — Zn).
При полукруговом счёте азимут измеряется от северной или южной части меридиана наблюдателя в сторону E (В, восток) или W (З, запад) от 0° до 180°. При полукруговом счёте указывается направление отсчёта E (В, восток) или W (З, запад). В разных традициях отсчёт положительных или отрицательных углов производится по-разному: против часовой стрелки или по часовой стрелке.
При квадрантном (четвертькруговом) счёте азимут измеряется от северной или южной части меридиана наблюдателя в сторону E (В, восток) или W (З, запад) от 0° до 90°. При четвертькруговом счёте указывается направление отсчёта NE (СВ, северо-восток), NW (СЗ, северо-запад), SE (ЮВ, юго-восток), SW (ЮЗ, юго-запад).
Также круговой азимут называют полным или цельным, а некруговые (полукруговой и четвертькруговой) — дифференцированными.
| Направление   | Круговой азимут | Полукруговой азимут (против часовой стрелки «+») | Четвертькруговой азимут |
| север         | 0° или 360°     | С 0° или Ю ±180°                                 | С 0°                    |
| северо-восток | 45°             | В −45° или З +135°                               | СВ 45°                  |
| восток        | 90°             | В ±90°                                           | СВ или ЮВ 90°           |
| юго-восток    | 135°            | В −135° или З +45°                               | ЮВ 45°                  |
| юг            | 180°            | С ±180° или Ю 0°                                 | Ю 0°                    |
| юго-запад     | 225°            | В +135° или 3 −45°                               | ЮЗ 45°                  |
| запад         | 270°            | 3 ±90°                                           | СЗ или ЮЗ 90°           |
| северо-запад  | 315°            | В −135° или З +45°                               | СЗ 45°                  |

## Виды азимута
Различают неориентированные и ориентированные азимуты. Последние подразделяются на географический (истинный), магнитный, прямой и обратный.
Если за исходное направление принимается географический меридиан, азимут называется истинным; если за исходное направление принимается магнитный меридиан, азимут называется магнитным.

#### Абсолютные азимуты
Абсолютные азимуты отсчитываются от направления на абстрактный объект (например, полюс). К абсолютным азимутам относятся пеленг и румб. Истинные направления проходят через точку стояния и географические или магнитные полюса Земли (северный или южный). Измеряются строго по часовой стрелке.
Магнитный азимут Am — горизонтальный физический угол, измеренный по ходу часовой стрелки от северного направления стрелки компаса до направления на предмет (воображаемой линии). Магнитный азимут определяется при помощи компаса. Его значения могут быть от 0° до 360°. Магнитный азимут всегда прямой.
Географический азимут Ag или дирекционный угол — горизонтальный математический угол, отсчитываемый от северного направления меридиана по ходу часовой стрелки до ориентируемой линии. Изменяется от 0 до 360°.
Географический азимут направления определяется с помощью транспортира по топографическим картам (планам) или по аэроснимкам. При этом 0 транспортира устанавливается в направлении на север и берётся угловой отсчёт по направлению на заданный объект. Может быть прямым и обратным. Обратный азимут — азимут направления, противоположного определяемому (прямому), отличается от прямого азимута на 180°.
Для перехода от магнитного меридиана к истинному нужно знать магнитное склонение в точке наблюдения. Величина магнитного склонения указывается на многих картах.
Зная склонение магнитной стрелки и имея компас и два ориентира (опознанные характерные точки на карте и местности), можно приблизительно определить магнитный азимут, а затем и дирекционный угол. По значению магнитного азимута направления ({\displaystyle A_{m}}), измеренного с помощью компаса и карты сориентированной по двум наблюдаемым ориентирам. Путём ввода в полученное измерение (магнитного азимута) поправки направления (значение, обратное склонению магнитной стрелки " — " {\displaystyle \gamma }), взятое с топографической карты на дату наблюдений. Может быть с точностью порядка 0,5-3 угловых градуса определен дирекционный угол направления ({\displaystyle \alpha }) на местности. {\displaystyle \alpha =A_{m}-\gamma .}

### Геодезический азимут
Геодезический азимут — это двугранный угол между плоскостью меридиана и вертикальной плоскостью, проходящей через нормаль, отсчитываемой от направления на север по ходу часовой стрелки от 0° до 360°. Устанавливает связь между дирекционным углом и плоскостью, проходящей через отвесную линию.
Для перехода от астрономического азимута к геодезическому служит формула.
{\displaystyle A=a-h\operatorname {tg} \varphi -(x\sin a-h\cos a)\cdot \operatorname {ctg} z,}
в которой {\displaystyle x} и {\displaystyle h} — составляющие отклонения отвеса в пункте наблюдения в плоскостях меридиана и первого вертикала, {\displaystyle \varphi } — широта этого пункта и {\displaystyle z} — зенитное расстояние наблюдаемой точки в пространстве. Эта формула при {\displaystyle z}, близком к 90°, приводит к уравнению Лапласа: {\displaystyle A=a-h\operatorname {tg} \varphi }.

#### Азимут Лапласа
Азимут Лапласа — геодезический азимут, полученный по астрономическому азимуту {\displaystyle a} и исправленный с учётом влияния отклонения отвеса.

### Астрономический азимут
Азимутом светила называется дуга математического горизонта от точки юга до вертикального круга светила, или угол между полуденной линией и линией пересечения плоскости математического горизонта с вертикальной плоскостью, проходящей через линию направления на светило.
Астрономические азимуты отсчитываются в сторону суточного вращения небесной сферы, то есть к западу от точки юга, в пределах от 0° до 360°. Иногда азимуты отсчитываются от 0° до +180° к западу и от 0° до −180° к востоку. Светила, находящиеся на одном вертикальном круге, имеют одинаковые азимуты.
Следует отметить различие между геодезическим и астрономическим определениями азимута. В отличие от астрономии, в геодезии азимуты отсчитываются от точки севера на восток (то есть в том же направлении, но с отличием на 180°.

### Навигационные азимуты

#### Пеленг
Пеленг — горизонтальный угол между северной частью меридиана наблюдателя и направлением из точки наблюдения на объект; измеряется по часовой стрелке от нуля (строго направление на север, N) до полной дуги окружности (от 0° до 360°).

#### Румб
Румб — горизонтальный угол между компасным направлением меридиана и направлением на объект; измеряется по часовой стрелке или против. Компасное, фактическое направления меридиана и любой из выбраных углов могут существенно отличаться друг от друга.

## Относительные азимуты
Относительные азимуты отсчитываются от направления движения или от другого выбранного направления, важного для решаемой задачи.

### Навигация и геодезия

#### Курсовой угол или относительный пеленг
Курсовой угол — угол между диаметральной плоскостью судна (осью) и направлением на предмет. Отсчёт курсовых углов производится круговым счётом от носовой части судна по часовой стрелке от 0 до 360° или полукруговым счётом от 0 до 180° от носовой части судна в сторону борта, по которому расположен предмет.
Курсовой угол в 90° (к правому или левому борту) называется траверзом.